# Барро, Жан-Ноэль
Жан-Ноэль Барро (фр. Jean-Noël Barrot; род. 13 мая 1983, VII округ Парижа, Франция) — французский политик, министр-делегат по европейским делам Франции (2024). Министр Европы и иностранных дел (с 2024).

## Биография
Родился 13 мая 1983 года в Париже в семье политика Жака Барро. В 2007 году окончил бизнес-школу HEC Paris. Также учился в Институте политических исследований Парижа и Парижской школе экономики.
В 2013 году Барро стал научным сотрудником Школы менеджмента Слоуна, а в 2017 году стал доцентом в школе HEC Paris.

## Карьера
С 2015 по 2017 год Барро работал в совете Верхней Луары, где представлял кантон Иссинго.
На парламентских выборах 2017 года Барро был избран в Национальное собрание. В парламенте он был членом финансового комитета и в 2018 году стал соавтором законопроекта по борьбе с крупномасштабным уклонением от уплаты налогов.
В июле 2022 года Барро стал министром-делегатом цифровых технологий и телекоммуникаций в правительстве премьер-министра Элизабет Борн, а с 2024 года занимает пост министра-делегата по европейским делам Франции. В 2023 году Барро раскритиковал ChatGPT и обвинил сервис в несоблюдении закона о неприкосновенности частной жизни, но не поддержал его блокировку.
21 сентября 2024 года получил портфель министра Европы и иностранных дел при формировании правительства Барнье.
23 декабря 2024 года при формировании правительства Байру сохранил свою должность.

## Награды
- Орден князя Ярослава Мудрого III степени (18 июля 2025 года, Украина) — за весомый личный вклад в укрепление межгосударственного сотрудничества, поддержку государственного суверенитета и территориальной целостности Украины[10]